# Zuzana Navarová
Zuzana Navarová de Tejada (18. června 1959 Hradec Králové – 7. prosince 2004 Praha) byla česká zpěvačka, folková skladatelka a textařka.

## Stručný životopis
Do roku 1978 žila v Hradci Králové, kde studovala na gymnáziu J. K. Tyla. Vystudovala španělštinu a češtinu (učitelský obor) na Filozofické fakultě Univerzity Karlovy. Po studiu nastoupila jako učitelka španělštiny na jazykové škole. Na konci 80. let studovala souběžně s vystupováním jako zpěvačka na konzervatoři, obor populární zpěv. Od roku 1980 zpívala se skupinou Nerez. Její první sólové album vzniklo v roce 1992. V roce 1994 nahrála album s kapelou Tres a v následujících letech dalších pět alb se skupinou Koa. Skládala také scénickou hudbu k divadelním představením. Byla producentkou (Věra Bílá, Rom – Pop, Kale) a objevila zpěvačku Radůzu. Od začátku 90. let stála v čele Nadace Život umělce.
Dlouho pobývala na Kubě, kde potkala svého manžela Luíse. Kubánská hudba inspirovala její vlastní skladby.
Zemřela ve věku 45 let na rakovinu prsu spojenou s cirhózou jater. Je pohřbena na Vyšehradském hřbitově.
Na její počest bylo ocenění Nadace Život umělce, kterou zakládala Zuzana Navarová, pojmenováno Cena Zuzany Navarové.

## Tvorba

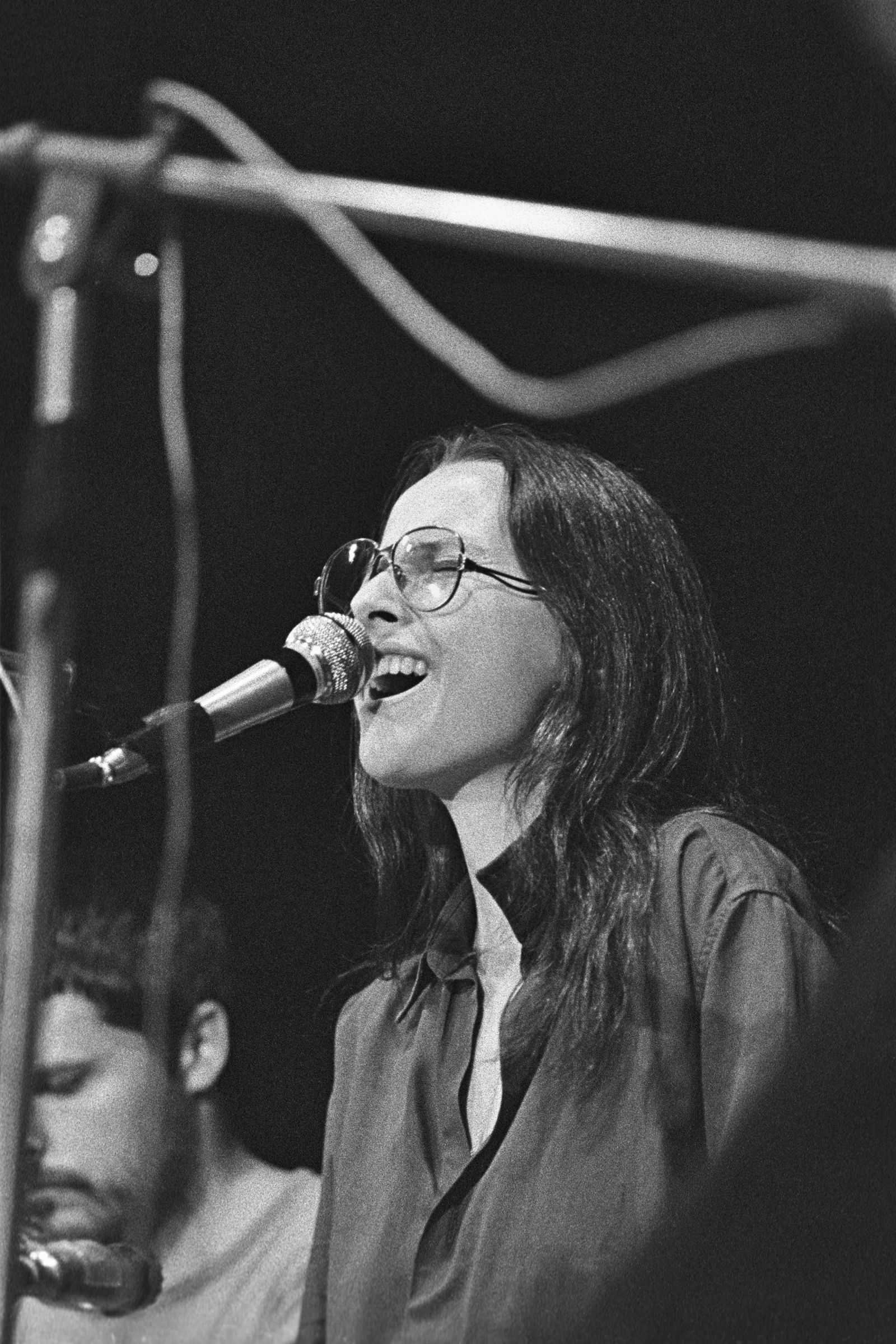
Zuzana Navarová se skupinou Nerez (Vokalíza 1982), Praha, Žofín

### Hudební tvorba
Od roku 1980 zpívala se skupinou Nerez. Již v té době byla oceňována jako výjimečná sólistka a získala si uznání odborné kritiky i posluchačů.[zdroj?]
V roce 1987 vystupovala na Kubě se skupinou Nerez. Na první sólové album Caribe (1992) navázalo koncertování s příležitostným seskupením Caribe Jazz Quintet.
Na konci roku 1994 začala spolupracovat s kolumbijským písničkářem a kytaristou Ivánem Gutiérrezem. Spolu s baskytaristou Karlem Cábou vytvořili trojčlenné uskupení Tres a vydali stejnojmenné album se staršími Ivánovými písněmi (1995). Poté nahráli ještě jednu desku s písněmi Navarové, ta však dodnes nevyšla. Kolem dvojice Zuzana Navarová – Iván Gutiérrez se posléze vytvořila skupina Koa – Mário Bihári (akordeon, klavír, klarinet), Camilo Caller (bicí a perkuse) a František Raba (kontrabas) a vzniklo album Skleněná vrba (1999, za které dostala cenu Žlutá ponorka) a koncertní Zelené album (2000).
Po Gutiérrezově odchodu do Španělska vyplnil uprázdněné místo kytaristy Omar Khaouaj. V takovéto sestavě vznikla dvě alba – Barvy všecky (oceněna českým Andělem za rok 2002) a poslední album nazvané Jako Šántidéví z roku 2003; kromě češtiny, romštiny, slovenštiny, ruštiny a jidiš na něm Zuzana Navarová zpívá i kečuánsky.
Méně přízně než u kritiky a posluchačů si získala u nahrávacích firem a v rozhlasových stanicích, které její hudbu zařadily do kategorie menšinových žánrů a hrály ji jen sporadicky.[zdroj?] To se změnilo až v roce 2004, kdy se Navarová a skupina Koa prosadila do vysílání mainstreamových radií se skladbou „Marie“ z alba Jako Šántidéví.[zdroj?] V té době jí však zbývalo už jen několik posledních měsíců života.
Na posledních albech se psala jako Zuzana Navarová, d. T. (de Tejada).

### Texty písní
Pozoruhodné jsou její písňové texty, v nichž se dokázala oprostit od charakteristických folkových a countryových klišé (jimž se celý život vysmívala – viz parodická skladba „Cesta dom“ z alba Jako Šántidéví) a vdechnout textu zvláštní poetiku. V textu využila nápadité anakoluty a další básnické prvky („hubená noc přisedla si s otráveným vínem/ bledá holka přikryla tmu černým baldachýnem“). Zařadila se mezi několik málo českých textařů, jejichž texty dokážou obstát i samy o sobě jako poezie.
Texty písní z let 1998–2004 vydalo v červnu 2009 nakladatelství Host pod názvem Andělská počta. Editorkou publikace je Hana Svanovská.

## Diskografie
- s Nerezem
  - Porta '83 (1984) – různí interpreti
  - Dostavník 21: Tisíc dnů mezi námi / Za poledne (1984) – SP
  - Imaginární hospoda (1986) – EP; s Karlem Plíhalem a Slávkem Janouškem
  - Masopust (1986)
  - Na vařený nudli (1988)
  - Ke zdi (1990)
  - Co se nevešlo (1991) – Nerez vydal na kazetě vlastním nákladem pod značkou „Nerez a Vy“
  - Stará láska Nerez a vy (1993)
  - Nerez v Betlémě (1993)
  - Nerez antologie: Masopust, Na vařený nudli, Ke zdi (+ bonusy) (1995)
  - Co se nevešlo (pozdní sběr) (2001)
  - Nej nej nej (2001)
  - Smutkům na kabát (2005) – výběr písní Zuzany Navarové včetně několika písní Nerezu
  - Do posledního dechu (2006) – výběr písní Zdeňka Vřešťála včetně několika písní Nerezu
  - …a bastafidli! (2007) – znovu Masopust, Na vařený nudli a Ke zdi + bonusy, DVD a zpěvník
  - Nerez v Betlémě / Koncert v Orlové (2012) – reedice alba Nerez v Betlémě + dosud nevydaný koncert z roku 1985
- sólový projekt Caribe
  - Caribe (1992)
- s kapelou Tres
  - Tres (1995)
- s kapelou Koa
  - Skleněná vrba (1999)
  - Zelené album (2000)
  - Barvy všecky (2001)
  - Jako Šántidéví (2003)
  - Koa (2006) – album obsahuje tři písně Zuzany Navarové
- další
  - Vánoční písně a koledy (1992)
  - Morytáty a balady (1993) – společně se Janem Nedvědem, Vítem Sázavským a Vlastimilem Peškou
  - Sloni v porcelánu I. (1999) – sampler
  - Nebe počká (2004) – Zuzana Navarová zpívá pět písní na albu Karla Plíhala s texty Josefa Kainara
  - Smutkům na kabát (2005) – výběr, reedice na 2LP (2018)
  - Dávný příběh (2011)

Zuzanu Navarovou můžeme slyšet také na albu Radůzy Andělové z nebe (2001). Marie Rottrová na svém albu Podívej (2001) zpívá její dvě písně.

## Scénická hudba
Komponovala hudbu k divadelním inscenacím Střemhlav (1986, Státní divadlo Brno, soubor HaDivadlo Brno), Anděl přichází do Babylónu (1989, Divadlo Vítězného února Hradec Králové), Sevillský svůdce a kamenný host (1991, Národní divadlo Praha), Vytetovaná růže (1998, Divadlo v Řeznické Praha), Láska dona Perlimplína a vášnivost Belisina (2000, Městské divadlo Karlovy Vary). Motivy z písní Zuzany Navarové jsou použity v inscenaci Rozmarné léto (2014, Horácké divadlo Jihlava).

## Filmová hudba
Spolu s Vítem Sázavským složila hudbu k animovaným filmům režisérky Michaely Pavlátové Křížovka (1989) a Řeči, řeči, řeči (1991), který byl nominován na Oscara. Nazpívala také titulní píseň k filmu Čert ví proč z roku 2003.

## Ocenění
- 1982 hlavní cena folkového festivalu Porta skupině Nerez
- 1982 nejlepší vokální projev na pražské Vokalíze
- 1983 hlavní cena folkového festivalu Porta skupině Nerez
- 1983 hlavní cena na pražské Vokalíze skupině Nerez
- 1991 ocenění Českého hudebního fondu „Nejlepší libretistka roku 1990“
- 1991 nominace časopisem Melodie na ocenění „Nejlepší zpěvačka roku 1990“
- 1993 navržena hudební kritikou na cenu České Grammy v kategorii zpěvaček
- 1999 Žlutá ponorka – Zuzana Navarová, Iván Gutiérrez a Koa, album Skleněná vrba
- 2001 cena Anděl v kategorii folk udělená Akademií populární hudby
- 2003 časopis Folk & Country ji v roce odměnil výroční cenou Zlatý klíč
- 2004 zlatá deska od vydavatelství Indies Records za prodej alba Barvy všecky
- 2005 při vyhlašování Cen Akademie populární hudby za rok 2004 posmrtně uvedena do Síně slávy.

### Film
- Kdo je kdo – Zuzana Navarová [TV dokumentární film]. ČR, 1995. 30 min. Režie Judita Křížová.
- Na koštěti do nebe [TV dokumentární film]. ČR, 1996. 40 min. Režie Radovan Urban.
- Zuzana Navarová, Iván Gutiérrez & Koa (koncert) [film]. ČR, 2000. 50 min. Režie Rudolf Chudoba.
- Předčasná úmrtí: Barvy všecky [TV dokumentární film]. ČR, 2006. 52 min. Režie Tomáš Váňa.

### TV pořady
- Na Kloboučku [TV pořad]. ČR, 1997. 39 min. [Rockové posezení s Michalem Pavlíčkem a jeho hosty.]
- Crescendo [TV pořad]. ČR, 1999, 56 min.